# Pierre Colliard
Pour les articles homonymes, voir Colliard.
Pierre Colliard est un homme politique français né le 30 avril 1852 à Jons (Rhône) et mort le 19 mai 1925  dans cette même commune. Député socialiste du Rhône, il est ministre du Travail de 1917 à 1919 dans le gouvernement de Georges Clemenceau.

## Biographie
Il nait à Jons, une commune du grand Est lyonnais. D'abord tisseur et actif syndicaliste, il devient petit commerçant entrepositaire de bière à Lyon. Il participe à la campagne de Cochinchine entre 1875 et 1877 comme sous-officier d'infanterie de marine. 
En tant que maire de la commune de Jons à proximité de Lyon depuis 1904, il y installe un réseau de distribution d'eau potable en 1910 en utilisant un système astucieux d'éolienne haute de 50 mètres et de 10 mètres de diamètre destiné à pomper l'eau d'un puits à l'extrémité de la Balme viennoise.
En tant que conseiller municipal radical-socialiste du 6e arrondissement de Lyon entre 1888 et 1896, il crée la Bourse du Travail de Lyon en 1889 et est élu député socialiste du Rhône le 22 mai 1898 jusqu'en 1919 (réélu 4 fois en 1902, 1906, 1910 et 1914). Il est nommé ministre du Travail et de la Prévoyance sociale le 16 novembre 1917 dans le deuxième gouvernement de Georges Clemenceau. Il est principalement connu lorsqu'il est ministre, pour le dépôt  du projet de loi qui allait aboutir au vote de la loi des 8 heures au lendemain de la Première Guerre mondiale le 23 avril 1919. Dès lors le temps de travail hebdomadaire est officiellement limité à 48 heures par semaine soit 8 heures par jour du lundi au samedi sans diminution de salaire. Échouant aux élections générales de novembre 1919 qui voit la Chambre des députés basculer à droite (« chambre bleu horizon »), il démissionne du cabinet le 2 décembre suivant et est remplacé par Paul Jourdain.